# Smuid
Smuid (uitgesproken smwie) (Waals: Smu) is een dorp in de Belgische provincie Luxemburg en deelgemeente van Libin.
Het is een schilderachtig en erg rustig dorp op ongeveer 8 kilometer ten westen van Saint-Hubert. Het dorp is omgeven door uitgestrekte wouden, onder andere het domeinbos van Mirwart. Het is dan ook niet toevallig dat Smuid een houthakkersdorp is. Vele van haar inwoners leven van oudsher van bosontginning.

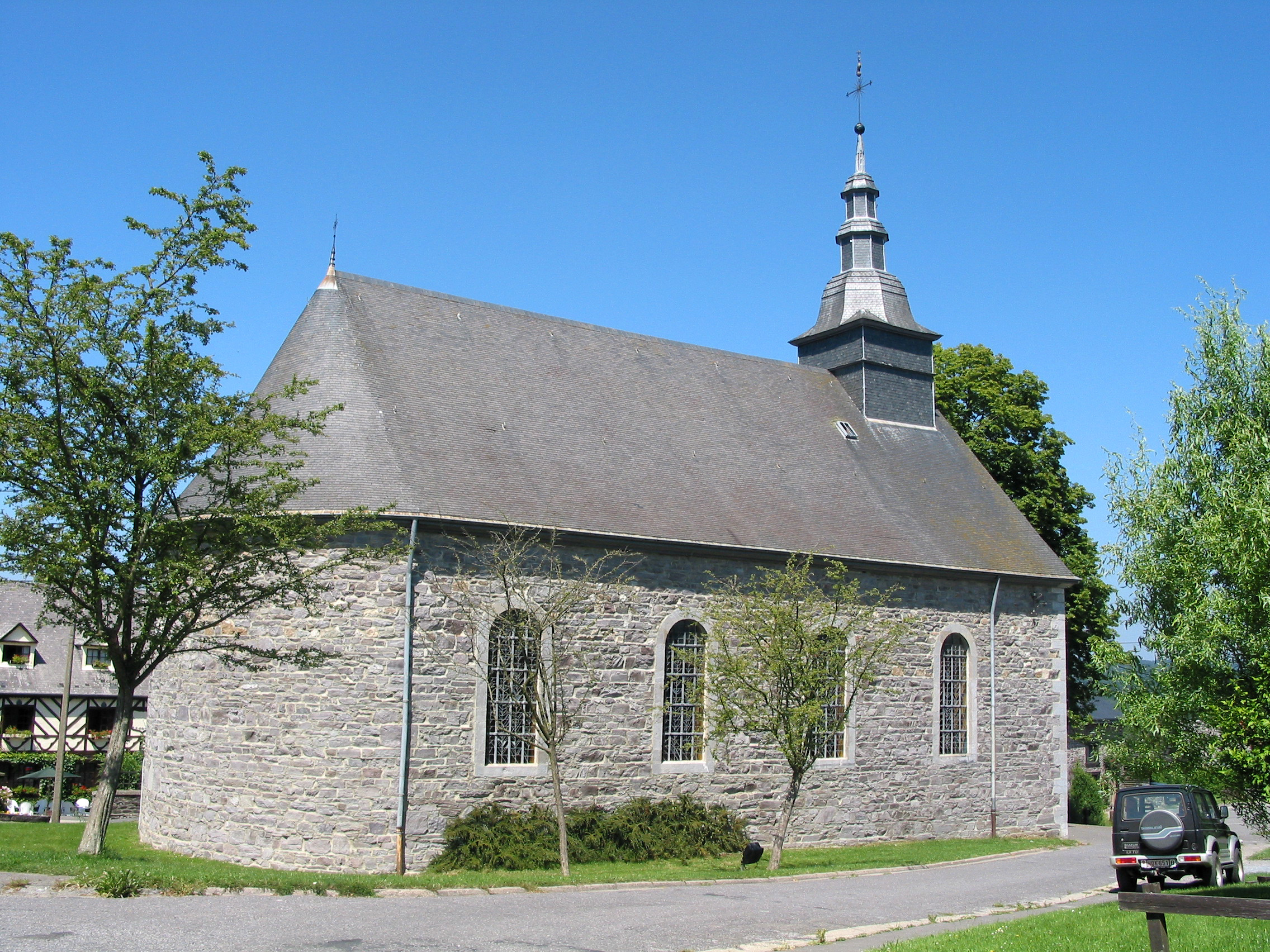
De Sint-Margarethakerk

## Geschiedenis
Op het eind van het ancien régime werd Smuid een gemeente, maar deze werd in 1823 weer opgeheven en Smuid werd bij Libin gevoegd. In 1899 werd de gemeente Smuid weer afgesplitst als zelfstandige gemeente. Het gebied van Poix-Saint-Hubert, dat ooit bij Smuid behoorde, bleef bij Libin.
Bij de gemeentelijke fusie van 1977 werd Smuid weer bij Libin gevoegd. Poix-Saint-Hubert en een deeltje van Smuid werden overgeheveld naar Hatrival, dat bij de gemeente Saint-Hubert kwam.

## Demografische ontwikkeling
- Bronnen:NIS, Opm:1831 tot en met 1970=volkstellingen, 1976= inwoneraantal op 31 december

## Bezienswaardigheden
Qua toeristische bezienswaardigheden herbergt het dorp een fraai kerkje uit 1824, enkele kapellen en typische Ardense woningen. Ook kan men in de omgeving van dit dorp uitgestrekte wandelingen maken. Het dorp is makkelijk te bereiken via afrit 24 van de E411.
Deelgemeenten: Anloy · Libin · Ochamps · Redu · Smuid · Transinne · Villance

Overige dorpen en gehuchten: Glaireuse · Hamaide · Lesse · Libin-Bas · Libin-Haut · Sèchery

Belgische gemeenten · Arrondissement Neufchâteau · Luxemburg · Wallonië